# Gippsland

Gippsland-Gebiet in Victoria

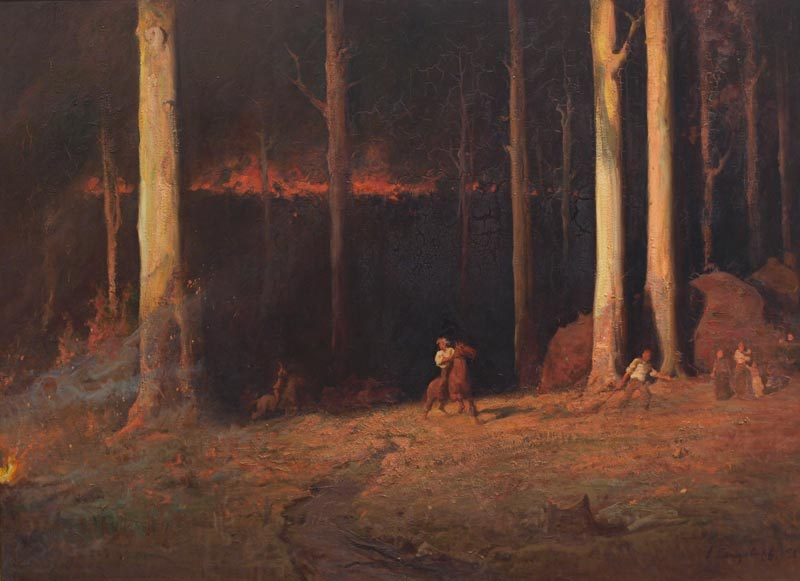
Buschfeuer in Gippsland, 1898, von John Longstaff

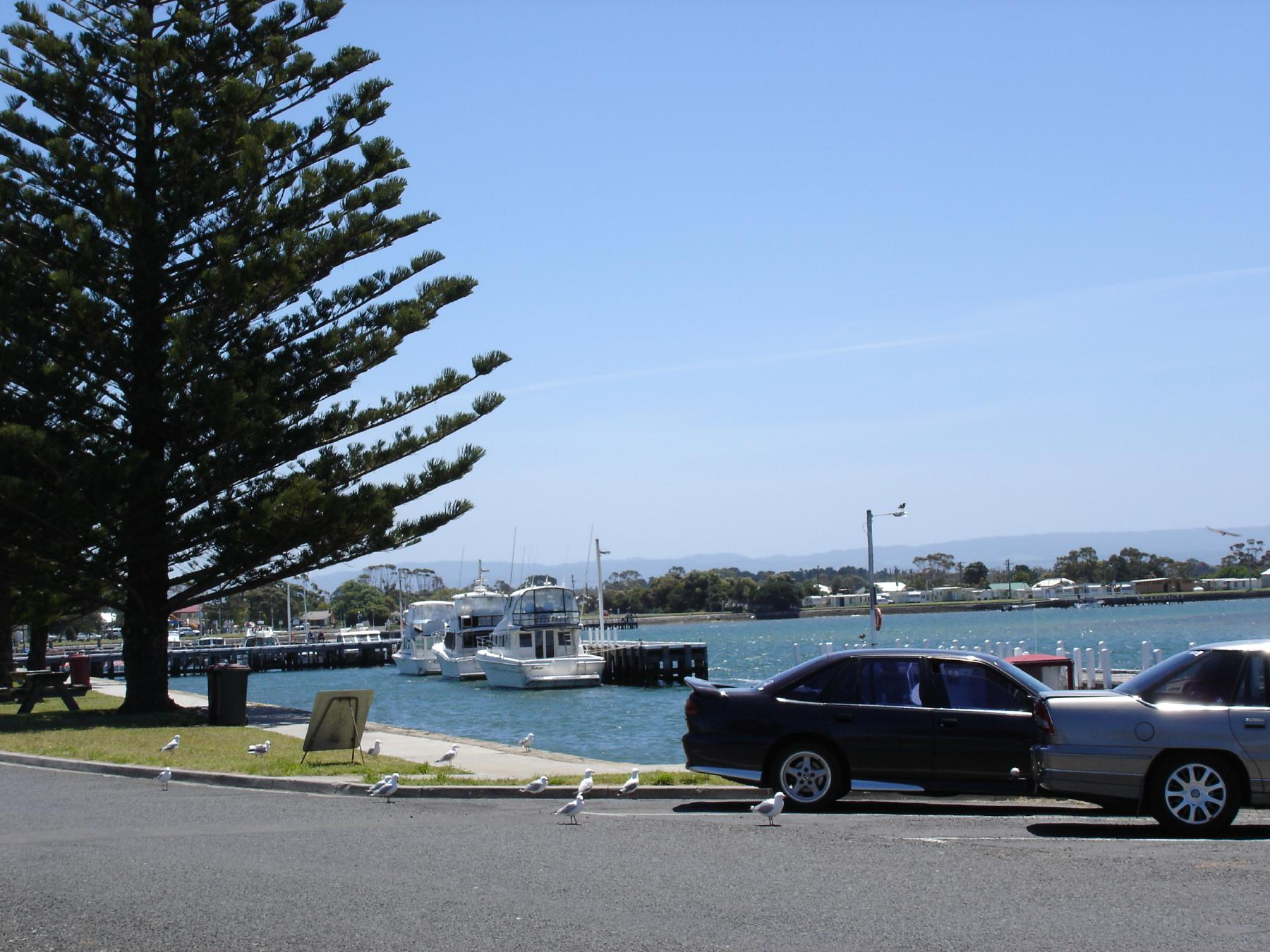
Küste bei Port Welshpool

Gippsland ist eine ländlich geprägte Region im australischen Staat Victoria. Sie erstreckt sich von den östlichen Vorstädten Melbournes bis zur Grenze des Bundesstaates New South Wales und berührt im Norden die Gebirgszüge der Great Dividing Range sowie im Süden die Bass-Straße. Wirtschaftlich trägt sich die Region durch Rohstoffabbau, Energieerzeugung, landwirtschaftliche Produktion und den Tourismus.
Ursprünglich nur durch die indigenen Volksstämme der Gunai- und Bunurong-Aborigines bewohnt, siedelten sich nach 1840 in der ursprünglich „Caledonia Australis“ genannten Region zunehmend Europäer an. Den Namen Gippsland erhielt das Gebiet durch den polnischen Forscher Paweł Edmund Strzelecki zu Ehren des damaligen Gouverneurs von New South Wales, George Gipps.
Nach der Volkszählung von 2006 lebten in der Statistischen Region Gippsland 239.648 Einwohner auf einer Fläche von 45.371,1 km², davon ca. 80.000 in East Gippsland, rd. 52.000 in South Gippsland, ca. 34.000 in West Gippsland und etwa 74.000 im Latrobe Valley.
Zu Gippsland gehören folgende LGAs:

Shire of Alberton, Shire of Avon, Shire of Bairnsdale, Shire of Bass, Shire of Buln Buln, Shire of Korumburra, Shire of Omeo, Shire of Orbost, Shire of South Gippsland, Shire of Tambo, Shire of Traralgon, Shire of Rosedale, Shire of Maffra, Shire of Mirboo, Shire of Narracan, Shire of Woorayl, Borough of Wonthaggi, Rural City of Warragul, City of Bairnsdale, City of Moe, City of Morwell, City of Sale, City of Traralgon.
Außerdem gehört das gemeindefreie Gebiet Yallourn Works Area zu Gippsland.